# Atid
Pour les articles homonymes, voir Atid (homonymie).
Atid (en hongrois: Etéd) est une commune roumaine du județ de Harghita, dans le Pays sicule, en Transylvanie.

## Villages
La commune est composée des cinq villages suivants:
- Atid (Etéd), siège de la commune
- Crișeni (Kőrispatak)
- Cușmed (Cüsmöd)
- Inlăceni (Énlaka)
- Șiclod (Siklód)

## Localisation
La commune d'Atid est située au sud-ouest du județ de Harghita, à l'est de la Transylvanie, dans le Pays sicule (aire ethnoculturelle et linguistique), sur les rives de la Cușmed, a 58 km de Miercurea-Ciuc (Csíkszereda).

## Politique
| Période | Période  | Identité     | Étiquette | Qualité |
| ------- | -------- | ------------ | --------- | ------- |
| 2008    | En cours | László Szőcs | UDMR      |         |

## Monuments et lieux touristiques
- Église réformée du village de Atid (construite en 1678, 1797), monument historique[2]
- Église réformée du village de Șiclod (construite en 1645)
- Église unitarienne du village de Inlăceni (construction XVe siècle), monument historique
- Villa rustica de Inlăceni
- Camp romain Praetoria Augusta de Inlăceni
- Rivière Cușmed